# Diceratodesmus mimicus
Diceratodesmus mimicus är en mångfotingart som beskrevs av Christoph D. Schubart 1954. Diceratodesmus mimicus ingår i släktet Diceratodesmus och familjen fingerdubbelfotingar. Inga underarter finns listade i Catalogue of Life.